# چولیم (شهر)
شهر چولیم (به روسی: Чулым) در کشور روسیه و در استان نووسیبیرسک واقع شده است.